# Centralbyrån för fingeravtryck

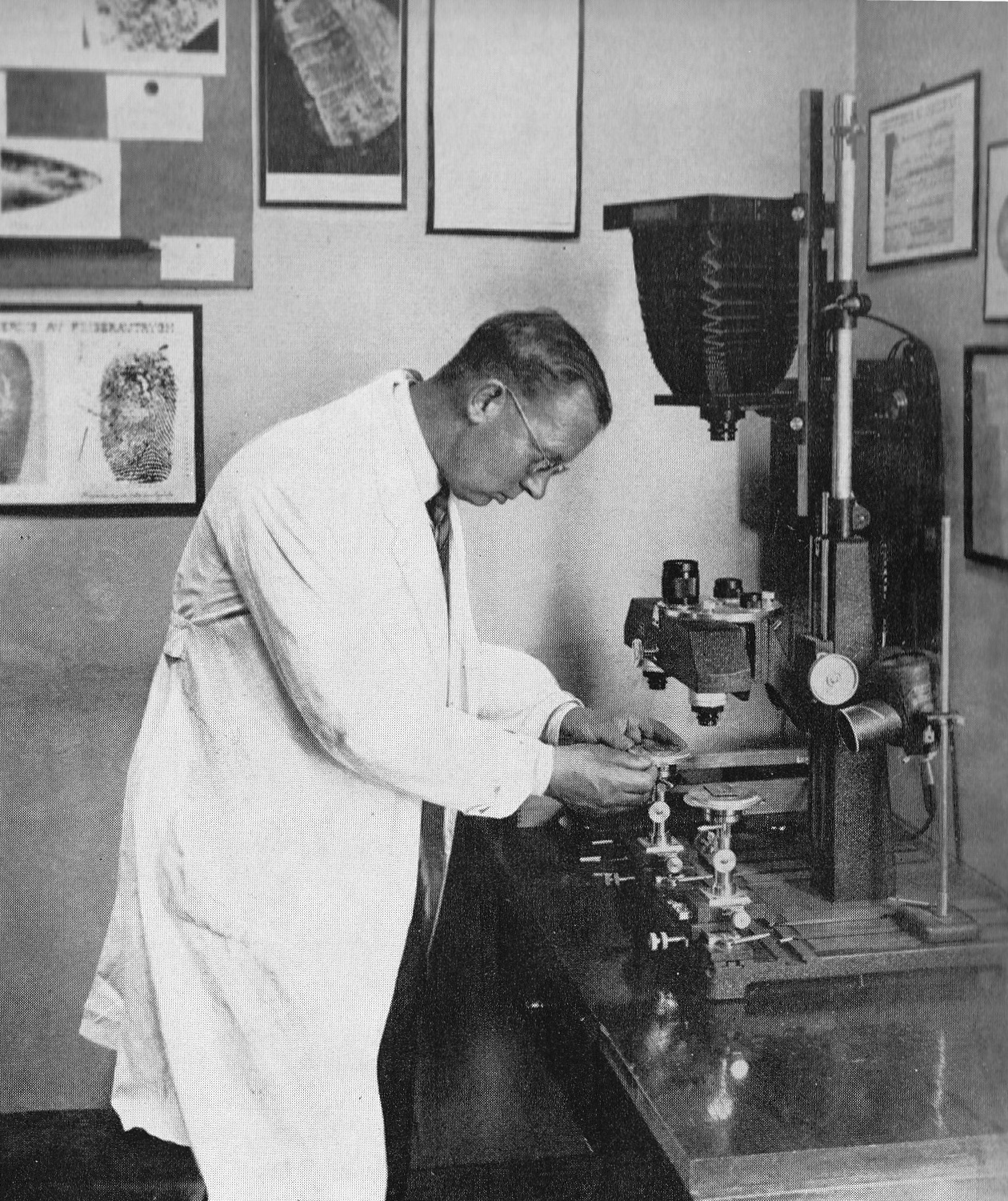
Polismannen och brottsplatsundersökaren John Berg vid ett jämförelsemikroskop på Centralbyrån för fingeravtryck 1935.

Centralbyrån för fingeravtryck bildades 1921 i Stockholm. År 1906 hade kriminalkommissarie Chroona börjat arbeta med fingeravtryck som ett sätt att identifiera personer, och de erfarenheter man gjorde ledde fram till Centralbyråns bildande.
Ursprungligen skulle Centralbyrån registrera, förvara och klassificera fingeravtryck, men med tiden kom den att hantera allt mer allmängiltiga tekniska utredningar, till exempel skriftundersökning, spårundersökning, brottsplatsundersökning, med mera.
Vid Stockholmspolisen fanns också en signalementsbyrå med utrustning för fotografering av förbrytare, brottsplatser, förfalskade handlingar m.m.
Dessa byråer utgjorde sedan grunden för Statens kriminaltekniska anstalt (SKA) då den bildades 1939.